# 18086 Emilykraft
18086 Emilykraft è un asteroide della fascia principale. Scoperto nel 2000, presenta un'orbita caratterizzata da un semiasse maggiore pari a 3,0405666 UA e da un'eccentricità di 0,1311809, inclinata di 3,07578° rispetto all'eclittica.